# 潘志輝 (香港)
潘志輝，JP（1951年12月6日—），香港前立法局議員及觀塘區區議員。
潘志輝在香港出生及成長，其後到美國北卡羅來納州立農業技術大學升學。1978年，潘志輝返回香港，並進入九龍巴士公司擔任公關顧問一職。
1979年，潘志輝加入觀塘區的地區委員會，開始其公共服務的生涯。其後，在1985年，他被委任為觀塘區區議員。1985年立法局選舉，他透過觀塘地方選區成功加入立法局，而地方選區選舉團則由該區區議員組成。1988年，他再度獲得支持而連任。
他曾在公務員薪酬事務常務委員會、公民諮詢委員會擔任委員一職。他亦曾為廉政公署的公關。
1990年香港警方曾在深水埗掃黃時，發現潘志輝處身風月場所，潘志輝辯稱是入內了解小姐生活。此事其後經傳媒廣泛報道。
1991年立法局選舉，地方選區首次舉行直接選舉，潘志輝亦有參與這次選舉，循九龍東選區出選。最後，他不敵民主派的司徒華及李華明，以及觀塘民眾聯誼會的侯瑞培，以排名第四的16,625票落敗。此後，他退出其政治生涯。